# JPMorgan Chase
|  | Per a altres significats, vegeu «JPMorgan Chase Tower». |

JPMorgan Chase (NYSE JPM TYO 8634) és una empresa financera creada l'any 2000 a partir de la fusió de la Chase Manhattan Corporation i la JP Morgan & Co (Banca Morgan). És una de les empreses de serveis financers més antigues del món. També opera en el mercat de fruites i vegetals a Londres. L'empresa, amb oficina centrals a Nova York, és líder en inversions bancàries, serveis financers, gestió d'actius financers i inversions privades. Amb actius financers d'1,3 bilions de dòlars, JPMorgan Chase és actualment la tercera institució bancària dels Estats Units, darrere del Bank of America i el Citigroup.
La unitat de fons d'inversió lliure (hedge fund) del banc és la més gran dels Estats Units amb inversions per un valor de 34 milions de dòlars en 2007
El 2004, l'empresa va tornar a fusionar-se amb el Bank One de Chicago, i va incorporant el director executiu d'aquest últim, Jamie Dimon, com a president i director executiu de l'empresa fusionada, al mateix temps que es decidia que seria el successor de qui era director executiu del grup en aquest moment, William B. Harrison, Jr. Al gener del 2006, Dimon va ser finalment nomenat director executiu i al desembre també president del JP Morgan Chase.
JPMorgan Chase opera com a marca del holding. Chase s'usa com a marca de la targeta de crèdit i les activitats bancàries minoristes als Estats Units.
L'autoritat reguladora del mercat canadenc ha destapat l'última gran conspiració financera en què podrien estar implicats treballadors de sis de les entitats més grans de tot el món - Citigroup, Deutsche Bank, HSBC, JPMorgan, Royal Bank of Scotland i UBS-, que haurien alterat l'avenir del mercat de préstecs interbancaris en el seu propi benefici.

## Història
JPMorgan Chase, en la seva estructura actual, és el resultat de la combinació de diverses grans empreses bancàries nord-americanes des del 1996, entre les quals Chase Manhattan Bank, J.P. Morgan & Co., Bank One, Bear Stearns i Washington Mutual. Si ens remuntem més enrere, els seus predecessors inclouen importants firmes bancàries entre les quals es troben Chemical Bank, Manufacturers Hanover, First Chicago Bank, National Bank of Detroit, Texas Commerce Bank, Providian Financial i Great Western Bank. La institució predecessora més antiga de la companyia, el Bank of the Manhattan Company, era la tercera corporació bancària més antiga dels Estats Units i el 31è banc més antic del món, havent estat establert l'1 de setembre de 1799 per Aaron Burr.

### Chemical Banking Corporation
La New York Chemical Manufacturing Company va ser fundada el 1823 com a empresa dedicada a la indústria química. El 1824 va modificar els seus estatuts per realitzar activitats bancàries i va adoptar el nom de Chemical Bank of New York. Després de 1851 el sector bancari de l'empresa es va independitzar i va començar a créixer mitjançant una successió de fusions, entre les quals es van destacar la que es va realitzar el 1954 amb Corn Exchange Bank, en 1986 amb el Texas Commerce Bank (un gran banc de Texas) i en 1991 amb la Manufacturer s Hannover Trust Company (la primera gran fusió bancària "entre iguals"). El 1984, Chemical va llançar Chemical Venture Partners per invertir en transaccions de capital privat juntament amb diversos socis financers. A finals de la dècada de 1980, Chemical es va fer famosa pel finançament d'adquisicions, creant un negoci de finançament delegat i negocis d'assessorament relacionats sota els auspicis del pioner de la banca d'inversió, Jimmy Lee. En molts moments al llarg d'aquesta història, Chemical Bank va ser el banc més gran dels Estats Units (tant en termes d'actius com de quota de mercat de dipòsits).
El 1996 l'empresa va adquirir la Chase Manhattan Corporation però va mantenir el seu nom. L'any 2000, va comprar J.P. Morgan & Co i va canviar el seu nom a «JP Morgan Chase & Co».

### Chase Manhattan Bank
El Chase Manhattan Bank va ser creat el 1955 a partir de l'adquisició del Chase National Bank (creat el 1877) pel Bank of the Manhattan Company (creat el 1799), l'empresa més antiga.
Dirigit per David Rockefeller durant els anys 70 i 80 va ser un dels grups financers més grans i prestigiosos, però es va veure afectat en els anys 90 pel col·lapse immobiliari i va ser adquirit pel Chemical Bank a 1996.
El Bank of Manhattan va ser creació d'Aaron Burr, que va transformar profundament la institució.

### Bank One Corporation
La Bank One Corporation va ser creada el 1898 a partir de la fusió del Bank One d'Ohio i el First Chicago NBD. Aquests dos grans bancs s'havien creat al seu torn a partir de la fusió de diversos altres bancs.
El banc té els seus orígens en el First Bankgroup d'Ohio, creat com una empresa subsidiària del City National Bank of Columbus, Ohio i diversos altres bancs de l'estat, que van ser reanomenats com a "Bank One" quan l'empresa mare va ser reanomenada al seu torn Bank One Corporation. En començar la banca interestatal es van expandir cap a altres estats, però sempre van canviar de nom els bancs que compraven a "Bank One", tot i que durant diversos anys no es van fusionar en un sol banc. Després de la fusió del NBD, els mals resultats financers van portar a l'acomiadament del director executiu John B. McCoy, el pare i avi del qual havien dirigit el Bank One des dels seus orígens. Jamie Dimon, que havia exercit com a alt executiu del Citigroup, va ser contractat per dirigir la companyia.

### J.P. Morgan & Company (Banca Morgan)

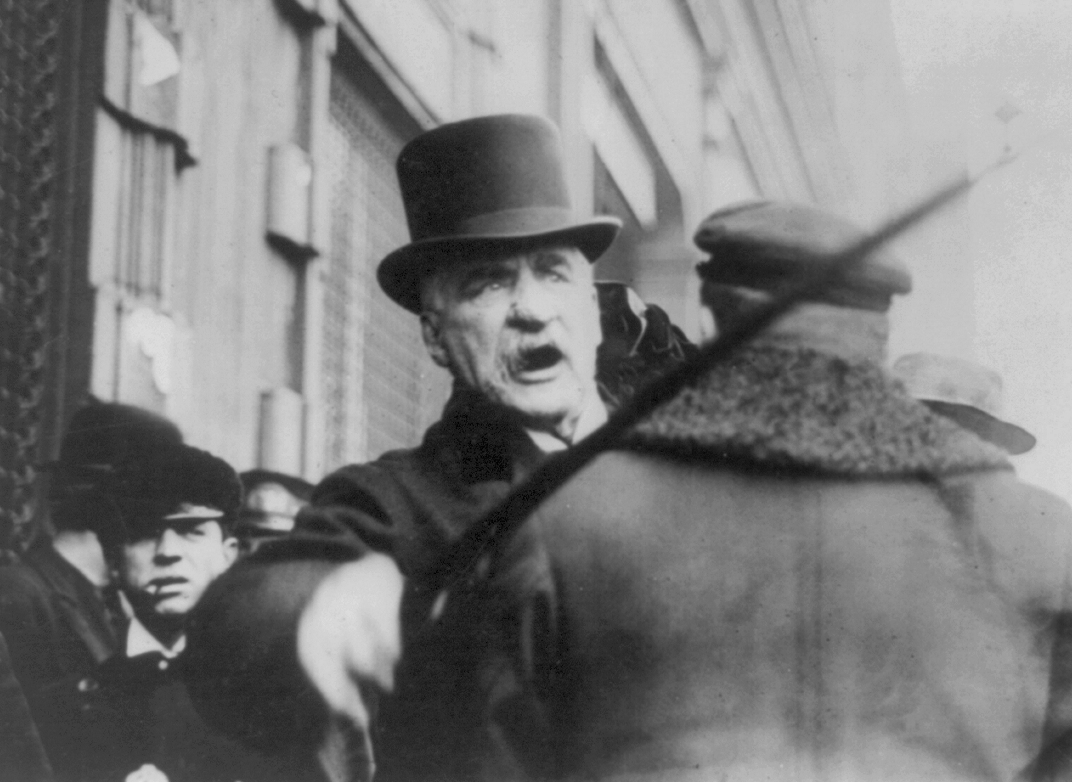
John Pierpont Morgan

El 1895, Drexel, Morgan & Co va adoptar el nom de JP Morgan & Co (vegeu: John Pierpont Morgan) que va finançar les activitats de la United States Steel Corporation que va prendre les activitats d'Andrew Carnegie i altres i es va convertir en la primera empresa del món en superar els mil milions de dòlars de capital. El 1895 li va proveir al govern dels Estats Units 62 milions de dòlars en or per sostenir un bo i restaurar el superàvit del tresor. El 1892 va començar a finançar els ferrocarrils de New York, New Haven and Hartford Railroad per transformar, a través d'una sèrie d'adquisicions, a l'empresa de transports dominant de Nova Anglaterra.
El seu principal competidor, Kuhn, Loeb & Co, va ser més reeixit a assessorar i finançar a les companyies productives i JP Morgan va perdre el primer lloc en capitalització de mercat i en el rànquing d'empreses. Kuhn, Loeb & Co després d'una sèrie de fusions i reorganitzacions esdevindria Lehman Brothers.
A l'agost de 1914, Henry P. Davison, un soci de la Banca Morgan, va viatjar a Anglaterra i va realitzar un acord amb el Banc d'Anglaterra per fer de J. P. Morgan & Co l'emissor monopolista dels bons de guerra per a Anglaterra i França. El Banc d'Anglaterra va ser agent fiscal de J.P. Morgan & Co i viceversa. El banc també va invertir en subministraments per a equips de guerra per als dos països.
L'oficina central construïda en 1914 al N º 23 de Wall Street, i coneguda com la Casa Morgan, fou durant dècades el lloc més important de les finances nord-americanes.

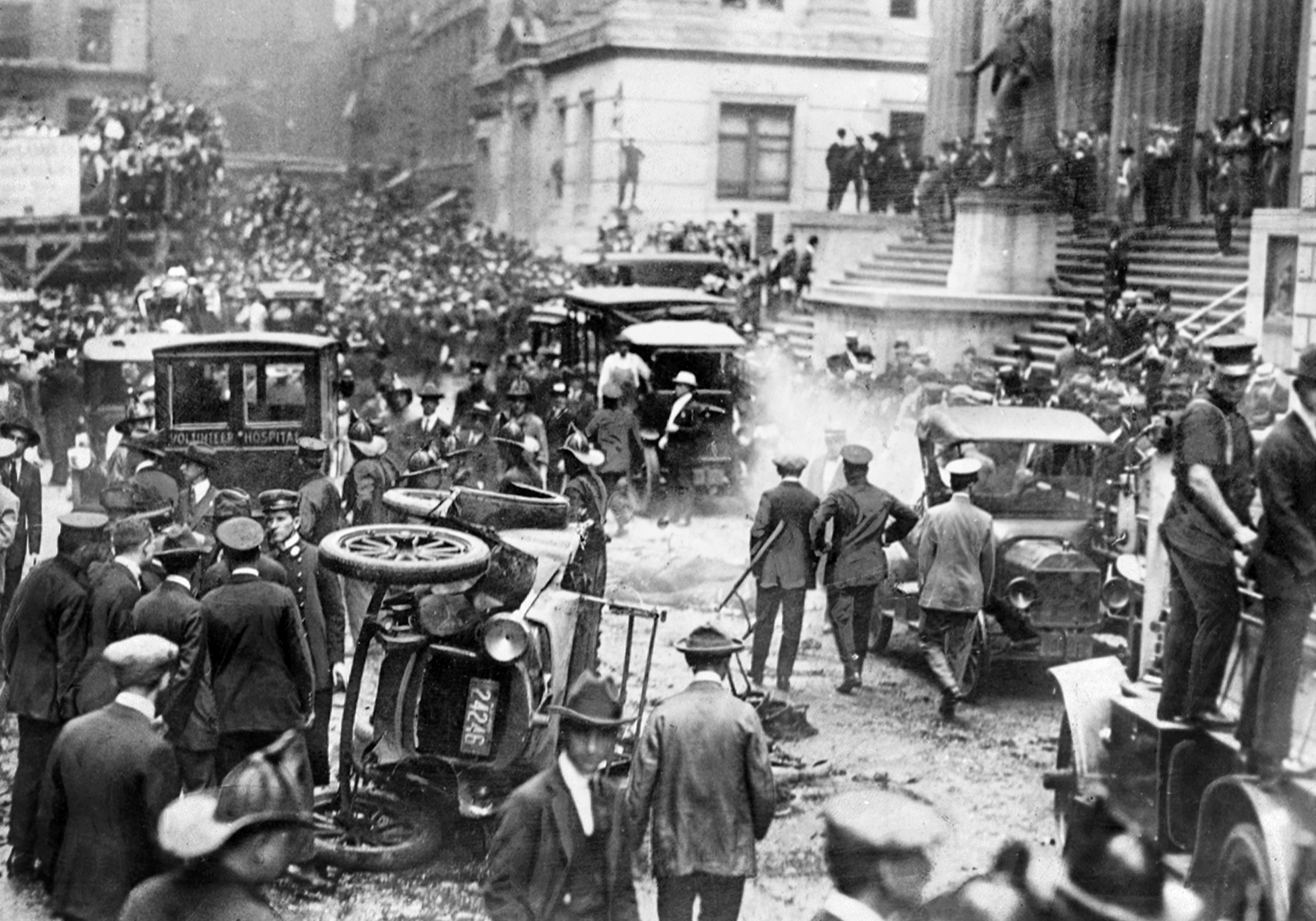
El 16 de setembre de 1920 una bomba va ser detonada enfront de les Casa Morgan a Wall Street, va matar 38 persones i en va ferir a 400. L'atemptat va quedar sense resoldre.

El 16 de setembre de 1920 es va detonar una bomba que va matar a 38 persones i en va ferir 400. Poc després va aparèixer una nota d'advertència en una bústia de la cantonada de Cedar Street i Broadway que deia: «Recordin que no tolerarem més. Alliberin els presos polítics o serà una mort segura per a tots vostès. Combatents Anarquistes Americans ». Tot tipus de teories s'han formulat sobre aquest atemptat. El 1940, després de 20 anys d'investigacions, l'FBI va tancar el cas sense descobrir-ne als autors.
A la dècada del 30 J.P. Morgan va ser obligat per la Llei Glass-Steagall a optar entre desenvolupar activitats de banca comercial o de banca d'inversions. Va triar la primera perquè era vista com més rendible en aquest moment. Enfrontats a aquest canvi, molts socis de J.P. Morgan amb alguns de Drexel van decidir crear el grup que avui és conegut com a Morgan Stanley. El 1959 es va fusionar amb Guaranty Trust Company of New York per formar Morgan Guaranty Trust Company. Deu anys més tard van fundar un banc subsidiari anomenat JP Morgan & Co Incorporated, com els seus pares. A finals dels anys 90 quan va ser adquirit pel Chasse Manhattan, una sèrie de reformes a la Llei Glass-Steagall li va permetre tornar a actuar com a banc d'inversions.
J.P. Morgan va ser assessor de Malcolm Glazer & Família en la compra del  Manchester United, però va ser remogut més endavant. El 2006, J.P. Morgan Chase va comprar Collegiate Funding Services, LLC, i va crear Chase Education Finance.
En el primer quart de 2007, J.P. Morgan Chase va informar que havia tingut un ingrés net de 4,9 mil milions i va assolir un rècord de guanys de 19 mil milions de dòlars.

## Compra de Bear Stearns
El 14 de març de 2008, la FED nord-americana amb l'"ajuda" de JP Morgan, van rescatar un dels majors bancs d'inversió del món, Bear Stearns, amb una important injecció de fons.
El 2 d'abril de 2008, Ben Bernanke, president de la Reserva Federal americana (FED), declara en públic que la mateixa FED va prestar el 14 de març a Bear Stearns $ 29 bilions (29.000 milions), i que confia recuperar-los. També va declarar
| « | "espero que res semblant al que ha passat amb Bear Stearns torni a passar mai", - i que no van tenir temps ni avisos previs dels greus problemes de liquiditat en el banc americà,- "la qual cosa no és habitual". | » |

Al pànic de 1907, John Pierpont Morgan (JP Morgan), ja va fer el mateix, aprofitant el pànic associat a la forta crisi bancària, per comprar un dels seus competidors. També llavors va estar al costat del banc.

## Crisi subprime del 2008
L'any 2008 serà recordat en la història pel de l'explosió de la bombolla immobiliària subprime: préstecs hipotecaris atorgats a famílies amb molt baix poder adquisitiu, que en poc temps no podien pagar les seves quotes mensuals, el que va portar a enormes processos d'embargaments als Estats Units en 2008 i 2009. Algunes d'aquestes hipoteques suposaven fins i tot pagar molt poc uns anys fins que s'aplicava un tipus d'interès altíssim que no permetia assumir-ne el pagament.
El diumenge 7 de setembre de 2008 passarà als annals d'història pel major rescat financer mai vist: el Tresor americà, mitjançant el seu secretari general Henry Paulson, va anunciar un pla de salvament històric dels dos conglomerats financers i hipotecaris, Freddie Mac i Fannie Mae.
Després de fortíssimes injeccions de la FED i del Govern nord-americà a finals del 2008 i principis del 2009, alguns grans bancs com JP Morgan i Goldman Sachs van treure profit de la situació per eliminar competidors i reforçar la seva grandària.

## Oficines
Si bé les oficines centrals del Chase Manhattan Bank van estar un cop situades a l'edifici One Chase Manhattan Plaza al centre de Manhattan, les oficines centrals en l'actualitat estan ubicades al 270 Park Avenue El banc va traslladar també algunes activitats a la JPMorgan Chase Tower. Des de la fusió amb Bank One en 2004, els serveis detallistes (sota la marca "Chase") estan dirigits des de Chicago. El servei de targetes de crèdit té el centre a Wilmington (Delaware). També tenen importants centres a Brooklyn, Nova York, Columbus (Ohio), Dallas, Fort Worth, Indianapolis, Newark, Phoenix, Glasgow i Bournemouth. Les operacions de tecnologia se situen a Bombai i Bangalore, Índia, i Buenos Aires, Argentina.
J.P. Morgan Securities, el sector de banca d'inversions de JP Morgan, té també importants oficines en diverses parts del món com Londres, Hong Kong, Singapur, i Tòquio. Fins a 1979 tenia sucursals a Managua, Nicaragua. El gruix de les operacions nord-americanes, però, són desenvolupades en dos edificis situats a banda i banda de Park Avenue a Nova York: l'Edifici Original de la Unió Carbide Building a Park Avenue 270, i l'Edifici original del 'Chemical Bank a Park Avenue 277.
El 27 de desembre de 2012, el banc va enviar els seus papers en regla a la Superintendència de Banca, Assegurances i AFP del Perú, per poder operar promptament al Perú com un nou banc sota el nom de J.P Morgan Bank Perú.

## Historial de fusions i adquisicions
A continuació, es mostren les principals fusions i adquisicions de l'empresa i els seus predecessors històrics, tot i que no és una llista exhaustiva:
|  | The Chemical Bank of New York (est. 1823)     |
|  |                                               |
|  | Citizens National Bank (est. 1851, acq. 1920) |
|  |                                               |
|  | Corn Exchange Bank (est. 1852, acq. 1954)     |
|  |                                               |
|  | New York Trust Company (adq. 1959)            |
|  |                                               |
|  | Texas Commerce Bank (est. 1866, acq. 1986)    |
|  |                                               |

|  | Manufacturers Trust Company (est. 1905) |
|  |                                         |
|  | Hanover Bank (est. 1873)                |
|  |                                         |

|  | The Chemical Bank of New York (est. 1823)     |
|  |                                               |
|  | Citizens National Bank (est. 1851, acq. 1920) |
|  |                                               |
|  | Corn Exchange Bank (est. 1852, acq. 1954)     |
|  |                                               |
|  | New York Trust Company (adq. 1959)            |
|  |                                               |
|  | Texas Commerce Bank (est. 1866, acq. 1986)    |
|  |                                               |

|  | Manufacturers Trust Company (est. 1905) |
|  |                                         |
|  | Hanover Bank (est. 1873)                |
|  |                                         |

|  | The "Bank" of the Manhattan Company (est. 1799)         |
|  |                                                         |
|  | Chase National Bank of the City of New York (est. 1877) |
|  |                                                         |

|  | The Chemical Bank of New York (est. 1823)     |
|  |                                               |
|  | Citizens National Bank (est. 1851, acq. 1920) |
|  |                                               |
|  | Corn Exchange Bank (est. 1852, acq. 1954)     |
|  |                                               |
|  | New York Trust Company (adq. 1959)            |
|  |                                               |
|  | Texas Commerce Bank (est. 1866, acq. 1986)    |
|  |                                               |

|  | Manufacturers Trust Company (est. 1905) |
|  |                                         |
|  | Hanover Bank (est. 1873)                |
|  |                                         |

|  | The Chemical Bank of New York (est. 1823)     |
|  |                                               |
|  | Citizens National Bank (est. 1851, acq. 1920) |
|  |                                               |
|  | Corn Exchange Bank (est. 1852, acq. 1954)     |
|  |                                               |
|  | New York Trust Company (adq. 1959)            |
|  |                                               |
|  | Texas Commerce Bank (est. 1866, acq. 1986)    |
|  |                                               |

|  | Manufacturers Trust Company (est. 1905) |
|  |                                         |
|  | Hanover Bank (est. 1873)                |
|  |                                         |

|  | The "Bank" of the Manhattan Company (est. 1799)         |
|  |                                                         |
|  | Chase National Bank of the City of New York (est. 1877) |
|  |                                                         |

|  | Guaranty Trust Company of New York (est. 1866)        |
|  |                                                       |
|  | J.P. Morgan & Co. ("The House of Morgan") (est. 1895) |
|  |                                                       |

|  | The Chemical Bank of New York (est. 1823)     |
|  |                                               |
|  | Citizens National Bank (est. 1851, acq. 1920) |
|  |                                               |
|  | Corn Exchange Bank (est. 1852, acq. 1954)     |
|  |                                               |
|  | New York Trust Company (adq. 1959)            |
|  |                                               |
|  | Texas Commerce Bank (est. 1866, acq. 1986)    |
|  |                                               |

|  | Manufacturers Trust Company (est. 1905) |
|  |                                         |
|  | Hanover Bank (est. 1873)                |
|  |                                         |

|  | The Chemical Bank of New York (est. 1823)     |
|  |                                               |
|  | Citizens National Bank (est. 1851, acq. 1920) |
|  |                                               |
|  | Corn Exchange Bank (est. 1852, acq. 1954)     |
|  |                                               |
|  | New York Trust Company (adq. 1959)            |
|  |                                               |
|  | Texas Commerce Bank (est. 1866, acq. 1986)    |
|  |                                               |

|  | Manufacturers Trust Company (est. 1905) |
|  |                                         |
|  | Hanover Bank (est. 1873)                |
|  |                                         |

|  | The "Bank" of the Manhattan Company (est. 1799)         |
|  |                                                         |
|  | Chase National Bank of the City of New York (est. 1877) |
|  |                                                         |

|  | The Chemical Bank of New York (est. 1823)     |
|  |                                               |
|  | Citizens National Bank (est. 1851, acq. 1920) |
|  |                                               |
|  | Corn Exchange Bank (est. 1852, acq. 1954)     |
|  |                                               |
|  | New York Trust Company (adq. 1959)            |
|  |                                               |
|  | Texas Commerce Bank (est. 1866, acq. 1986)    |
|  |                                               |

|  | Manufacturers Trust Company (est. 1905) |
|  |                                         |
|  | Hanover Bank (est. 1873)                |
|  |                                         |

|  | The Chemical Bank of New York (est. 1823)     |
|  |                                               |
|  | Citizens National Bank (est. 1851, acq. 1920) |
|  |                                               |
|  | Corn Exchange Bank (est. 1852, acq. 1954)     |
|  |                                               |
|  | New York Trust Company (adq. 1959)            |
|  |                                               |
|  | Texas Commerce Bank (est. 1866, acq. 1986)    |
|  |                                               |

|  | Manufacturers Trust Company (est. 1905) |
|  |                                         |
|  | Hanover Bank (est. 1873)                |
|  |                                         |

|  | The "Bank" of the Manhattan Company (est. 1799)         |
|  |                                                         |
|  | Chase National Bank of the City of New York (est. 1877) |
|  |                                                         |

|  | Guaranty Trust Company of New York (est. 1866)        |
|  |                                                       |
|  | J.P. Morgan & Co. ("The House of Morgan") (est. 1895) |
|  |                                                       |

|  | City National Bank & Trust Company |
|  |                                    |
|  | Farmers Saving & Trust Company     |
|  |                                    |

|  | First Chicago Corp. (est. 1863)                              |
|  |                                                              |
|  | NBD Bancorp. (formerly National Bank of Detroit) (est. 1933) |
|  |                                                              |

|  | City National Bank & Trust Company |
|  |                                    |
|  | Farmers Saving & Trust Company     |
|  |                                    |

|  | First Chicago Corp. (est. 1863)                              |
|  |                                                              |
|  | NBD Bancorp. (formerly National Bank of Detroit) (est. 1933) |
|  |                                                              |

|  | Washington Mutual (founded 1889) |
|  |                                  |
|  | Great Western Bank (adq. 1997)   |
|  |                                  |
|  | H. F. Ahmanson & Co. (adq. 1998) |
|  |                                  |
|  | Bank United of Texas (adq. 2001) |
|  |                                  |
|  | Dime Bancorp, Inc. (adq. 2002)   |
|  |                                  |
|  | Providian Financial (adq. 2005)  |
|  |                                  |

|  | The Chemical Bank of New York (est. 1823)     |
|  |                                               |
|  | Citizens National Bank (est. 1851, acq. 1920) |
|  |                                               |
|  | Corn Exchange Bank (est. 1852, acq. 1954)     |
|  |                                               |
|  | New York Trust Company (adq. 1959)            |
|  |                                               |
|  | Texas Commerce Bank (est. 1866, acq. 1986)    |
|  |                                               |

|  | Manufacturers Trust Company (est. 1905) |
|  |                                         |
|  | Hanover Bank (est. 1873)                |
|  |                                         |

|  | The Chemical Bank of New York (est. 1823)     |
|  |                                               |
|  | Citizens National Bank (est. 1851, acq. 1920) |
|  |                                               |
|  | Corn Exchange Bank (est. 1852, acq. 1954)     |
|  |                                               |
|  | New York Trust Company (adq. 1959)            |
|  |                                               |
|  | Texas Commerce Bank (est. 1866, acq. 1986)    |
|  |                                               |

|  | Manufacturers Trust Company (est. 1905) |
|  |                                         |
|  | Hanover Bank (est. 1873)                |
|  |                                         |

|  | The "Bank" of the Manhattan Company (est. 1799)         |
|  |                                                         |
|  | Chase National Bank of the City of New York (est. 1877) |
|  |                                                         |

|  | The Chemical Bank of New York (est. 1823)     |
|  |                                               |
|  | Citizens National Bank (est. 1851, acq. 1920) |
|  |                                               |
|  | Corn Exchange Bank (est. 1852, acq. 1954)     |
|  |                                               |
|  | New York Trust Company (adq. 1959)            |
|  |                                               |
|  | Texas Commerce Bank (est. 1866, acq. 1986)    |
|  |                                               |

|  | Manufacturers Trust Company (est. 1905) |
|  |                                         |
|  | Hanover Bank (est. 1873)                |
|  |                                         |

|  | The Chemical Bank of New York (est. 1823)     |
|  |                                               |
|  | Citizens National Bank (est. 1851, acq. 1920) |
|  |                                               |
|  | Corn Exchange Bank (est. 1852, acq. 1954)     |
|  |                                               |
|  | New York Trust Company (adq. 1959)            |
|  |                                               |
|  | Texas Commerce Bank (est. 1866, acq. 1986)    |
|  |                                               |

|  | Manufacturers Trust Company (est. 1905) |
|  |                                         |
|  | Hanover Bank (est. 1873)                |
|  |                                         |

|  | The "Bank" of the Manhattan Company (est. 1799)         |
|  |                                                         |
|  | Chase National Bank of the City of New York (est. 1877) |
|  |                                                         |

|  | Guaranty Trust Company of New York (est. 1866)        |
|  |                                                       |
|  | J.P. Morgan & Co. ("The House of Morgan") (est. 1895) |
|  |                                                       |

|  | The Chemical Bank of New York (est. 1823)     |
|  |                                               |
|  | Citizens National Bank (est. 1851, acq. 1920) |
|  |                                               |
|  | Corn Exchange Bank (est. 1852, acq. 1954)     |
|  |                                               |
|  | New York Trust Company (adq. 1959)            |
|  |                                               |
|  | Texas Commerce Bank (est. 1866, acq. 1986)    |
|  |                                               |

|  | Manufacturers Trust Company (est. 1905) |
|  |                                         |
|  | Hanover Bank (est. 1873)                |
|  |                                         |

|  | The Chemical Bank of New York (est. 1823)     |
|  |                                               |
|  | Citizens National Bank (est. 1851, acq. 1920) |
|  |                                               |
|  | Corn Exchange Bank (est. 1852, acq. 1954)     |
|  |                                               |
|  | New York Trust Company (adq. 1959)            |
|  |                                               |
|  | Texas Commerce Bank (est. 1866, acq. 1986)    |
|  |                                               |

|  | Manufacturers Trust Company (est. 1905) |
|  |                                         |
|  | Hanover Bank (est. 1873)                |
|  |                                         |

|  | The "Bank" of the Manhattan Company (est. 1799)         |
|  |                                                         |
|  | Chase National Bank of the City of New York (est. 1877) |
|  |                                                         |

|  | The Chemical Bank of New York (est. 1823)     |
|  |                                               |
|  | Citizens National Bank (est. 1851, acq. 1920) |
|  |                                               |
|  | Corn Exchange Bank (est. 1852, acq. 1954)     |
|  |                                               |
|  | New York Trust Company (adq. 1959)            |
|  |                                               |
|  | Texas Commerce Bank (est. 1866, acq. 1986)    |
|  |                                               |

|  | Manufacturers Trust Company (est. 1905) |
|  |                                         |
|  | Hanover Bank (est. 1873)                |
|  |                                         |

|  | The Chemical Bank of New York (est. 1823)     |
|  |                                               |
|  | Citizens National Bank (est. 1851, acq. 1920) |
|  |                                               |
|  | Corn Exchange Bank (est. 1852, acq. 1954)     |
|  |                                               |
|  | New York Trust Company (adq. 1959)            |
|  |                                               |
|  | Texas Commerce Bank (est. 1866, acq. 1986)    |
|  |                                               |

|  | Manufacturers Trust Company (est. 1905) |
|  |                                         |
|  | Hanover Bank (est. 1873)                |
|  |                                         |

|  | The "Bank" of the Manhattan Company (est. 1799)         |
|  |                                                         |
|  | Chase National Bank of the City of New York (est. 1877) |
|  |                                                         |

|  | Guaranty Trust Company of New York (est. 1866)        |
|  |                                                       |
|  | J.P. Morgan & Co. ("The House of Morgan") (est. 1895) |
|  |                                                       |

|  | City National Bank & Trust Company |
|  |                                    |
|  | Farmers Saving & Trust Company     |
|  |                                    |

|  | First Chicago Corp. (est. 1863)                              |
|  |                                                              |
|  | NBD Bancorp. (formerly National Bank of Detroit) (est. 1933) |
|  |                                                              |

|  | City National Bank & Trust Company |
|  |                                    |
|  | Farmers Saving & Trust Company     |
|  |                                    |

|  | First Chicago Corp. (est. 1863)                              |
|  |                                                              |
|  | NBD Bancorp. (formerly National Bank of Detroit) (est. 1933) |
|  |                                                              |

|  | Washington Mutual (founded 1889) |
|  |                                  |
|  | Great Western Bank (adq. 1997)   |
|  |                                  |
|  | H. F. Ahmanson & Co. (adq. 1998) |
|  |                                  |
|  | Bank United of Texas (adq. 2001) |
|  |                                  |
|  | Dime Bancorp, Inc. (adq. 2002)   |
|  |                                  |
|  | Providian Financial (adq. 2005)  |
|  |                                  |

## Subsidiàries
JPMorgan Chase & Co posseeix cinc subsidiàries bancàries als Estats Units.
- Chase Bank USA, National Association
- JPMorgan Chase Bank, National Association
- JPMorgan Chase Bank, Dearborn
- J.P. Morgan Trust Company, National Association
- Pier 1 National Bank

## Drets de patrocinis
- J.P. Morgan Chase és amo dels guanys per patrocini de Chase Field a Phoenix (Arizona), seu d'Arizona Diamondbacks. Abans que el Bank One ho vengués, era anomenat "Bank One Ballpark" (corresponent a la sigla BOB).
- J.P. Morgan Chase és patrocinador oficial de la Major League Soccer.
- Chase Auditorium (abans Bank One Auditorium) a Chicago, és seu del programa nacional de NPR, "Wait, Wait, Don't Tell Me."
- The J.P. Morgan Chase Corporate Challenge, posseït i operat pel JP Morgan Chase, és la sèrie de carreres de cotxes més gran del món amb 200.000 participants en 12 ciutats en sis països, en cinc continents. Es realitza anualment des del 1977.

## Empleats coneguts

### Món empresarial
- Andrew Crockett - Director General del Bank for International Settlements (1994-2003)
- Pierre Danon - President de Eircom
- Dina Dublon - Actualment Membre del directori de Microsoft, Accenture i PepsiCo i anterior Vicepresidenta Executiva i Cap de Finances del JPMorgan Chase.
- Maria Elena Lagomasino - Actualment membre del Directori de Coca Cola, anteriorment Cap Executiva del JP Morgan Private Bank.
- Jan Stenbeck - Anterior Propietari d'Investment AB Kinnevik
- Agustín Taño Thomas President de Banca ATT SA

### Política i ocupació pública
- Lewis Reford - polític canadenc
- William M. Daley - Secretari de Comerç dels EUA (1997-2000)
- Michael Forsyth, Baron Forsyth of Drumlean - Secretari d'Estat d'Escòcia (1995-97)
- Thomas S. Gates, Jr - Secretari de Defensa dels EUA (1959-1961)
- Rick Lazio - Representant dels EUA (1993-2001)
- Antony Leung - Secretari de Finances de Hong Kong (2001-03)
- Frederick Ma - Secretari de Serveis Financers i Tresor de Hong Kong (2002-present)
- Dwight Morrow - Senador estatunidenc (1930-1931)
- Margaret Ng - Membre del Consell Legislatiu de Hong Kong
- George P. Shultz - Secretari de Treball dels EUA (1969-70), Secretari del Tresor dels EUA (1972-1974), Secretari d'Estat dels EUA (1982-1989)

### Altres
- Jay Akselrud
- Douglas Cliggott - economista
- Henry P. Davison - filantrop
- David Dodd - economista
- Samuel Gottesman - filantrop
- Corliss Lamont - humanista
- Sacha Baron Cohen - actor

### Competidors
- Wells Fargo
- BNP Paribas
- Bank of America Merrill Lynch
- Société Générale
- Deutsche Bank
- Goldman Sachs